# Grupo Desportivo de Ribeirão
Il Grupo Desportivo de Ribeirão, o semplicemente Ribeirão, è una società calcistica portoghese con sede nella città di Vila Nova de Famalicão, fondata nel 1968.
Attualmente milita nel Campeonato de Portugal, la terza divisione del campionato portoghese di calcio.

## Palmarès

### Competizioni nazionali
- Terceira Divisão: 1

2003-2004